# Heterographa mira
Heterographa mira là một loài bướm đêm trong họ Noctuidae.